# Sretenskij Bulvar
Sretenskij Bulvar (ryska: Сретенский бульвар) är en tunnelbanestation på Ljublinsko–Dmitrovskaja-linjen i Moskvas tunnelbana.
Stationen har samma namn som gatan den ligger vid, Sretenskij-boulevarden, vilken är en del i boulevardringen, en av ringvägarna runt Moskvas centrum. 
Byggandet av stationen påbörjades på 1980-talet, men på grund av problem med finansiering av stationen kom det att dröja ända tills 2004 innan byggandet kunde fortsätta, och Sretenskij Bulvar öppnades den 29 december 2007. 

## Byten
På Sretenskij Bulvar kan man byta till Turgenevskaja på Kaluzjsko–Rizjskajalinjen och 
Chistije Prudi på Sokolnitjeskajalinjen.